# Dorsifulcrum reflexum
Dorsifulcrum reflexum là một loài bướm đêm trong họ Geometridae.